# 加影外环公路
加影外环大道（马来语：Sistem Lingkaran-Lebuhraya Kajang，代碼 SILK），也称为加环大道，是位於馬來西亞雪蘭莪州加影市的一條高速公路，編號E18，全长37公里。該大道是为了缓解加影的交通流量而让驾驶者绕过加影市中心，它也可用作加影的主要环路。

## 历史
加环大道曾经被称为加影-蒲种路。加影市中心的严重交通拥堵，是建造加环大道的主要原因。2002年开始建设，2003年完成，2004年6月15日开始运营。

## 特征

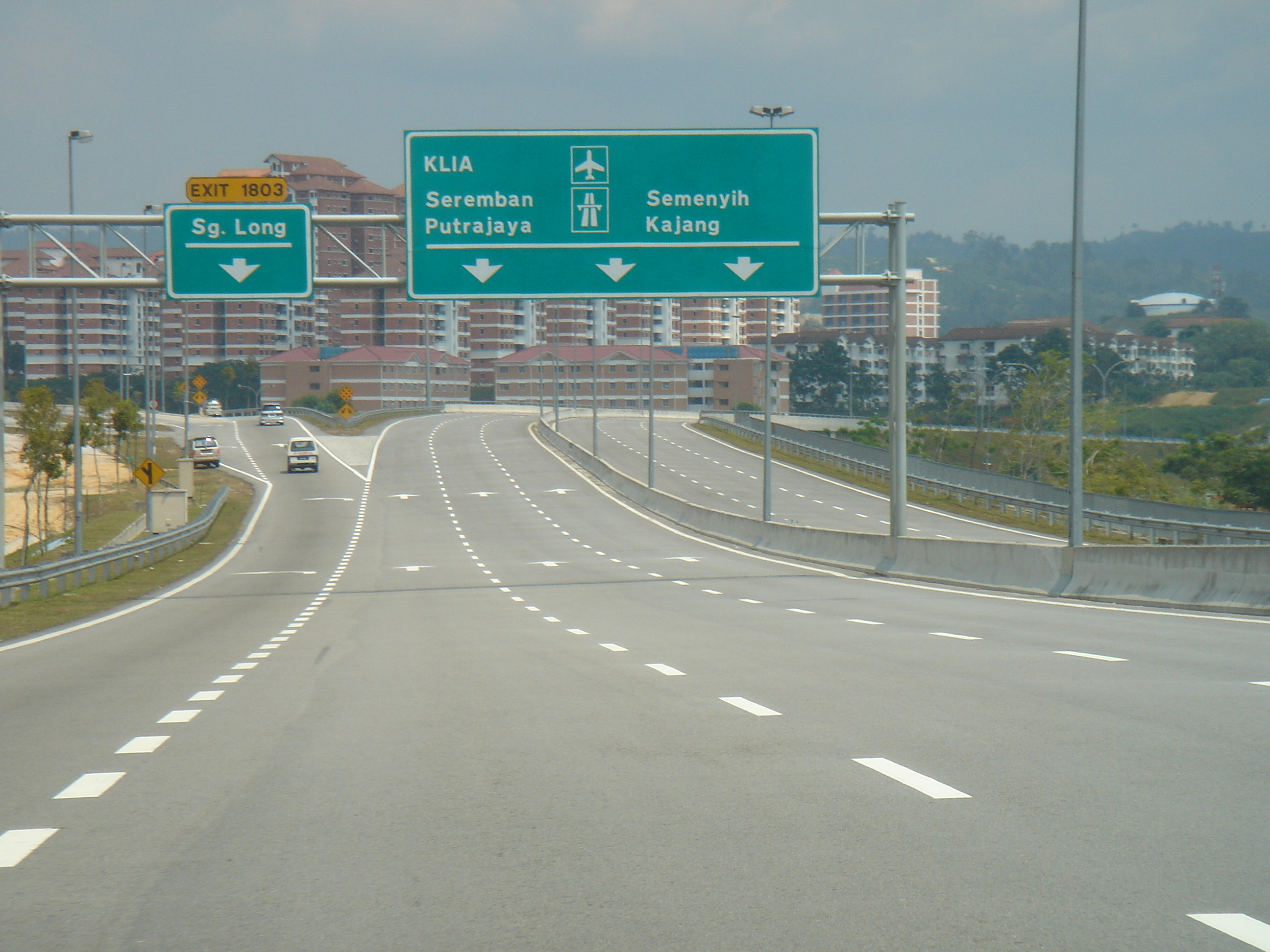
雪兰莪州双溪龙出口附近的加影外环大道 (SILK)

加环大道设有路灯，11个交汇处。高速公路使用Touch 'n Go和Smart TAG电子支付系统。高速公路拥有24小时监控系统，高速公路特许经营商提供车辆故障援助。

## 收费
加环大道使用开放式收费系统。

### 电子收费
由2016年6月1日起，加环大道四个收费站只能使用Touch 'n Go卡，SmartTAG 和RFID电子收费 。

### 收费价格
（从2015年10月15日开始）
| 等级 | 车辆类型                            | 收费（RM） |
| ---- | ----------------------------------- | ---------- |
| 0    | 摩托车、自行车或2个或更少轮子的车辆 | 免费       |
| 1    | 2轴3或4轮车辆，不包括出租车         | 1.80       |
| 2    | 2轴5或6轮车辆，不包括公共汽车       | 3.60       |
| 3    | 具有3个或更多轴的车辆               | 5.40       |
| 4    | 出租车                              | 0.90       |
| 5    | 巴士                                | 1.00       |